# 梅尔基舍赫厄
梅尔基舍赫厄（德語：Märkische Höhe）是德国勃兰登堡州的市镇，隶属于梅尔基施-奥得兰县。总面积为34.27平方千米，截至2023年12月31日总人口为592人。